# Canquelifá
Canquelifá, auch Canquelefa, ist eine Ortschaft im Nordosten Guinea-Bissaus mit 865 Einwohnern (Stand 2009).
Der Ort gehört zum Verwaltungssektor von Pitche.
Canquelifá liegt im Dreieck zwischen Pitche im Süden, Buruntuma im Südwesten und Bajocunda im Nordosten. Nicht asphaltierte Straßen (Lehmpisten) verbinden die Orte.
Der Sektor wird von Savannenlandschaft bestimmt. Die hier vorherrschende Ethnie sind ganz überwiegend Fulbe (port. Fula). Sie betreiben traditionell Viehwirtschaft, insbesondere Rinder.

## Geschichte
Im Portugiesischen Kolonialkrieg, der in Guinea-Bissau von 1963 bis 1974 dauerte und dort besonders intensiv geführt wurde, war auch das abgelegene Gebiet um Canquelifá Schauplatz wechselseitiger Kommandounternehmen und Belagerungen.
Die CART2439, eine Kompanie des portugiesischen Artilleriebataillons Nr. 1913, war hier stationiert. Die Unabhängigkeitsbewegung PAIGC belagerte und beschoss das Lager im April 1974 fünf Tage lang mit 122-mm-Granaten. Ein Einsatz des Kommandobataillons Batalhão de Comandos da Guiné beendete danach die Belagerung.
Dieses gilt als das letzte bedeutende Gefecht der portugiesischen Streitkräfte in Portugiesisch-Guinea. Nach der Nelkenrevolution am 25. April 1974 in Portugal beendete die neue Regierung die Kolonialkriege und erkannte die Unabhängigkeit Guinea-Bissaus am 10. September 1974 an.